# أمريكا أمريكا (فلم)
أمريكا أمريكا (بالإنجليزية: America America) هو فيلم دراما تم إنتاجه في الولايات المتحدة وصدر في سنة 1963. الفيلم من إخراج إيليا كازان وكتابة إيليا كازان.

## ترشيحات وجوائز
| السنة | الحدث  | الفئة     | النتيجة |
| ----- | ------ | --------- | ------- |
|       | أوسكار | أفضل فيلم | ترشـيـح |

## وصلات خارجية
- مقالات تستعمل روابط فنية بلا صلة مع ويكي بيانات